# Sigillo delle Isole Vergini Americane
Il sigillo delle Isole Vergini Americane (che non possiedono un vero e proprio stemma) mostra tre isole, precisamente Saint Croix, Saint John e Saint Thomas, spesso identificate con l'intero territorio. Vi si può leggere "Government of the United States Virgin Islands". Il sigillo attuale sostituisce uno di precedente adozione simile alla bandiera delle Isole Vergini statunitensi, che è basata sullo stemma degli Stati Uniti d'America. Il sigillo contiene la bandiera degli Stati Uniti d'America così come la bandiera della Danimarca, a simbolizzare lo status precedente di colonia danese precedentemente al 1917.